# Thomas Browne
Thomas Browne (Londres, 1605 - 1682) va ser un escriptor i filòsof anglès que va ensenyar a Oxford i va ser nomenat cavaller pels seus serveis al coneixement. Va promoure la nova ciència (influït per Francis Bacon i pel seu exercici de la medicina) però alhora va conrear disciplines esotèriques i va estudiar les religions, fet que el converteixen en un autor eclèctic de recepció irregular. Prova dels seus interessos diversos és la seva biblioteca, subhastada públicament i lloada per Jorge Luis Borges, entre d'altres.

## Obres
- Religio Medici (1643): confessions religioses basades en el cristianisme amb influències màgiques (astrologia, hermetisme…); l'obra va ser redescoberta al romanticisme i el segle xx.
- Pseudodoxia Epidemica or Enquries into very many received tenets and commonly presumed truths (1646): enciclopèdia científica basada en els autors grecollatins i a desmuntar errors populars; destaca la introducció de neologismes posteriorment usats com electricitat o al·lucinació i la traducció a diverses llengües des del moment de la seva publicació, així com l'enfocament racional propi de la Il·lustració.
- A letter to a friend (1656): llarga carta mèdica
- Hydriotaphia, Urn Burial (1658): obra arqueològica escrita poèticament, que va influir poderosament en altres autors anglesos, com Thomas de Quincey
- The Garden of Cyrus (1658): continuació de l'anterior, es basa a exposar la connexió entre art i univers a partir de l'estudi de símbols, amb fortes influències de l'alquímia
- Christian Morals (1670): apologia cristiana
- Musaeum Clausum (1684): enciclopèdia d'obres literàries, artístiques i curiositats, descrites sovint amb sentit de l'humor erudit.